# Podsędkowice
Podsędkowice – wieś w Polsce położona w województwie łódzkim, w powiecie rawskim, w gminie Biała Rawska.
Wieś wymieniana w 1418 r. jako Pothsantkowicze.
Na terenie wsi znajduje się stary drewniany młyn wodny, uwieczniony na obrazie Władysława Bończy Rutkowskiego "Nokturn" z 1896 r.
Wieś szlachecka położona była w drugiej połowie XVI wieku w powiecie bielskim ziemi rawskiej województwa rawskiego. W latach 1975–1998 miejscowość administracyjnie należała do województwa skierniewickiego.

## Zabytki
Według rejestru zabytków Narodowego Instytutu Dziedzictwa na listę zabytków wpisane są obiekty:
- zespół dworski, koniec XIX w.:
  - dwór, nr rej.: 925 z 23.12.1992
  - park, nr rej.: 492 z 16.09.1978

www.dworpodsedkowice.pl